# Mondlandschaft
Im wörtlichen Sinne bezeichnet Mondlandschaft eine Landschaft auf dem Erdmond. Im übertragenen Sinne bezeichnet Mondlandschaft ein nahezu vegetationsloses Gebiet, das ausschließlich von Steinen, Steinformationen, Staub, Geröll oder Sand bedeckt ist. Diese Landschaften auf der Erde entstanden oft durch Vulkanausbrüche oder fortschreitende Bodenerosion.
Beispiele:
- das Swakoptal östlich des Seebades Swakopmund in der Namib in Namibia,
- die Caldera des Teide auf Teneriffa und
- die Landschaft um den türkischen Ort Göreme, Kappadokien, deren Landschaftsformationen 1985 von der UNESCO als Weltkulturerbe unter Schutz gestellt wurden.

Als Mondlandschaft bezeichnet man auch stark von Kriegseinwirkungen zerstörte Gegenden, beispielsweise die Zone rouge im Ersten Weltkrieg.

## Bilder

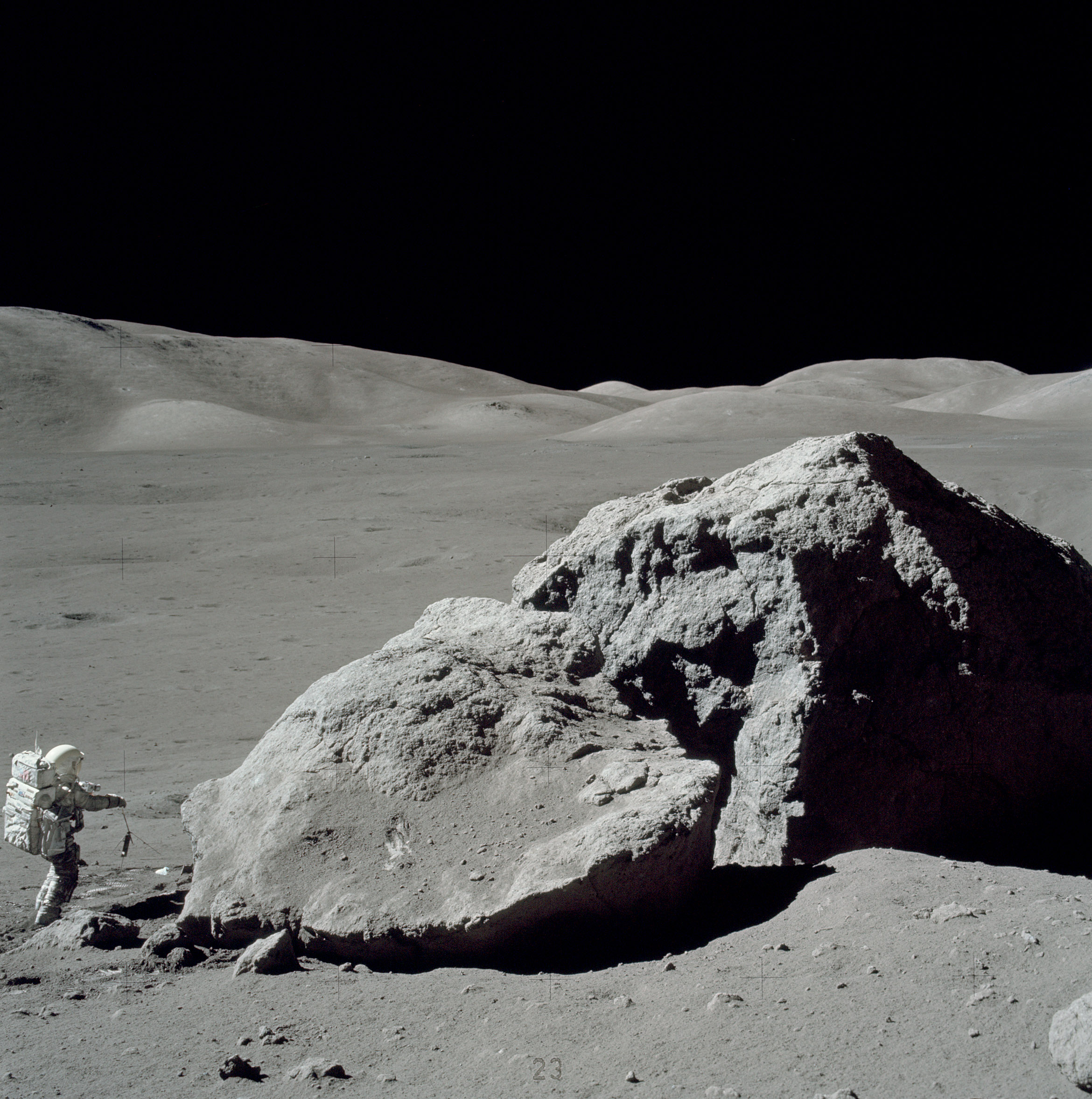
Tatsächliche Landschaft auf dem Mond, aufgenommen von der Apollo-17-Mission
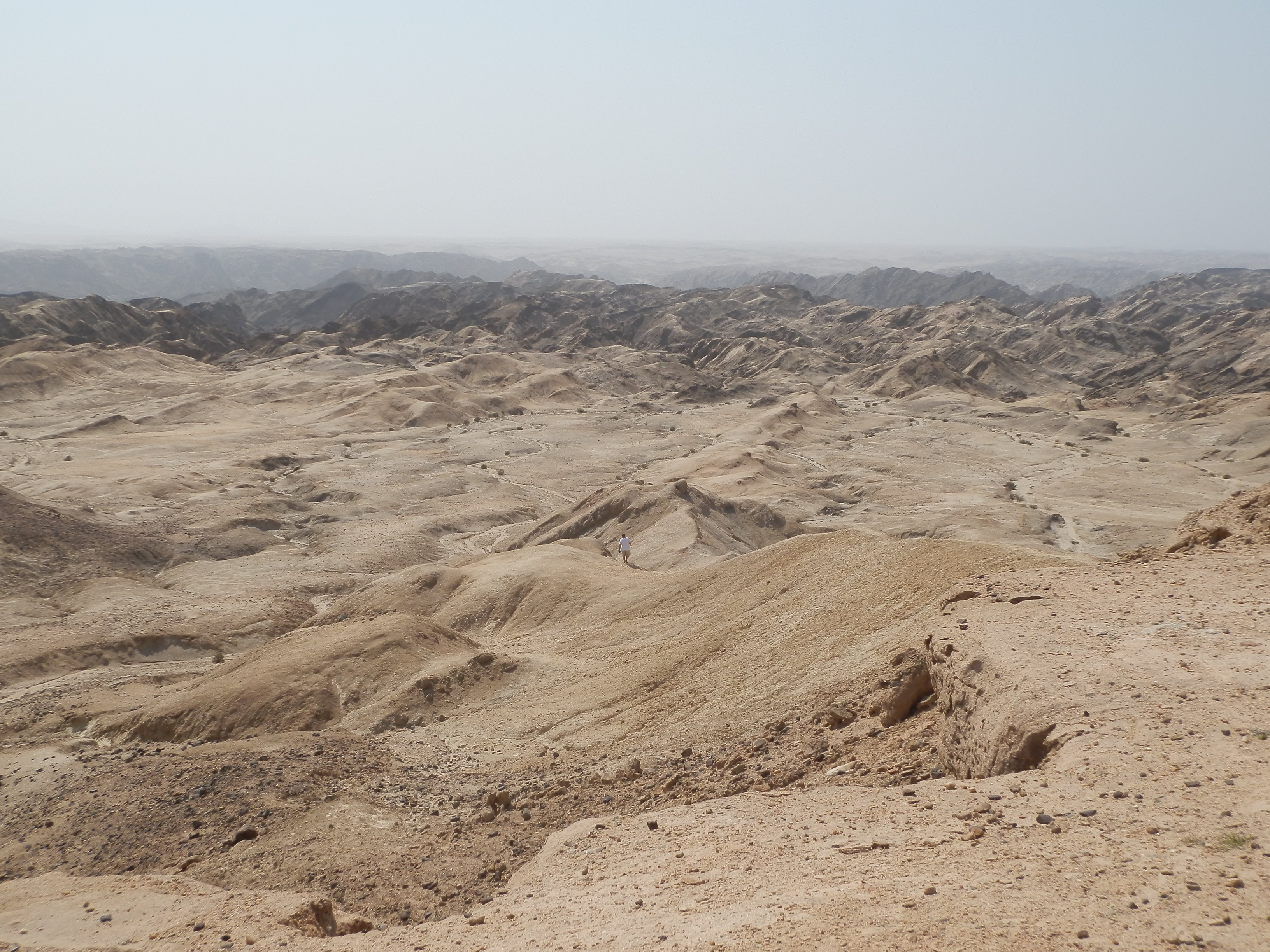
„Mondlandschaft“ des unteren Swakoptals in Namibia
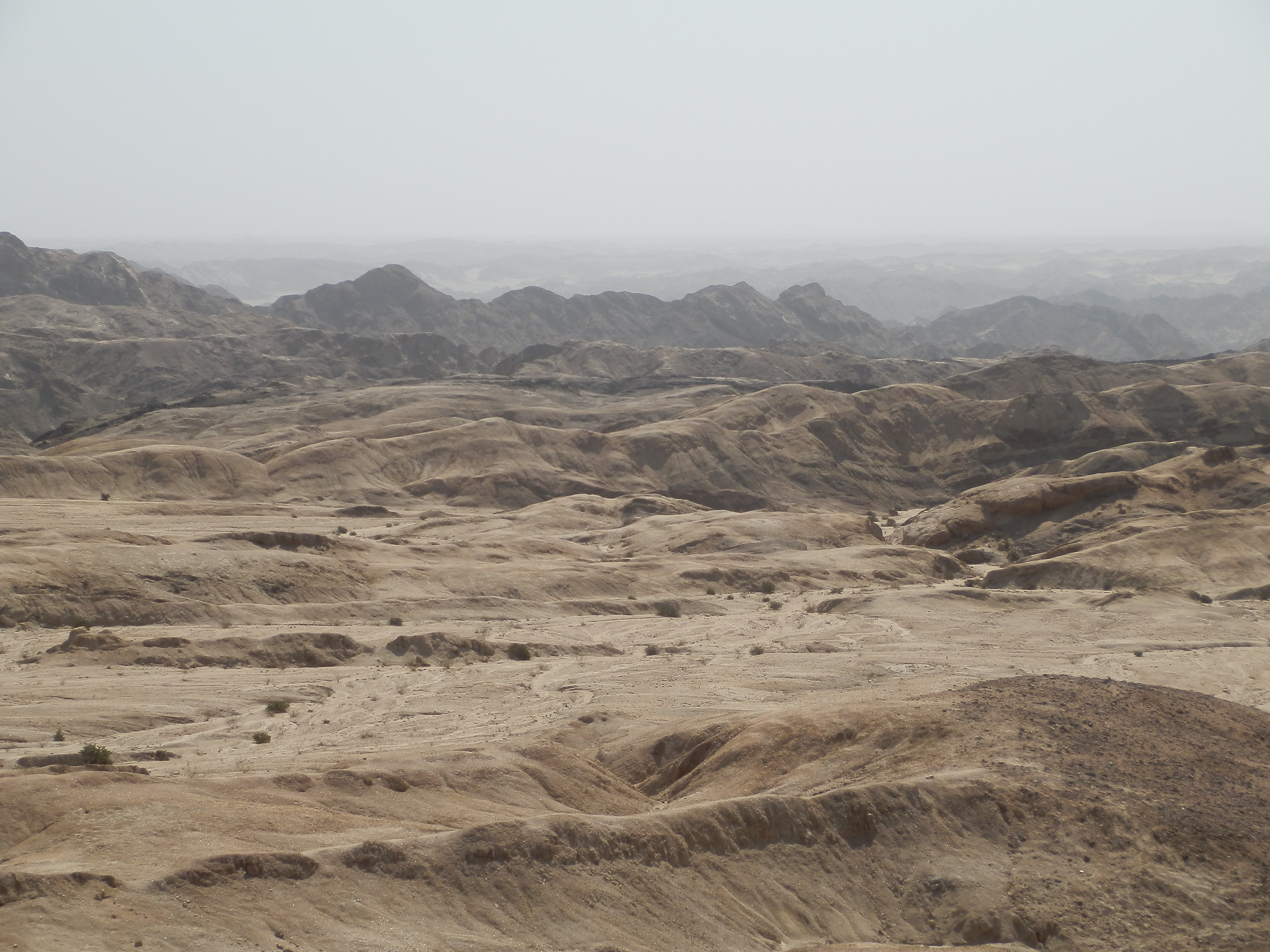
„Mondlandschaft“ des unteren Swakoptals in Namibia
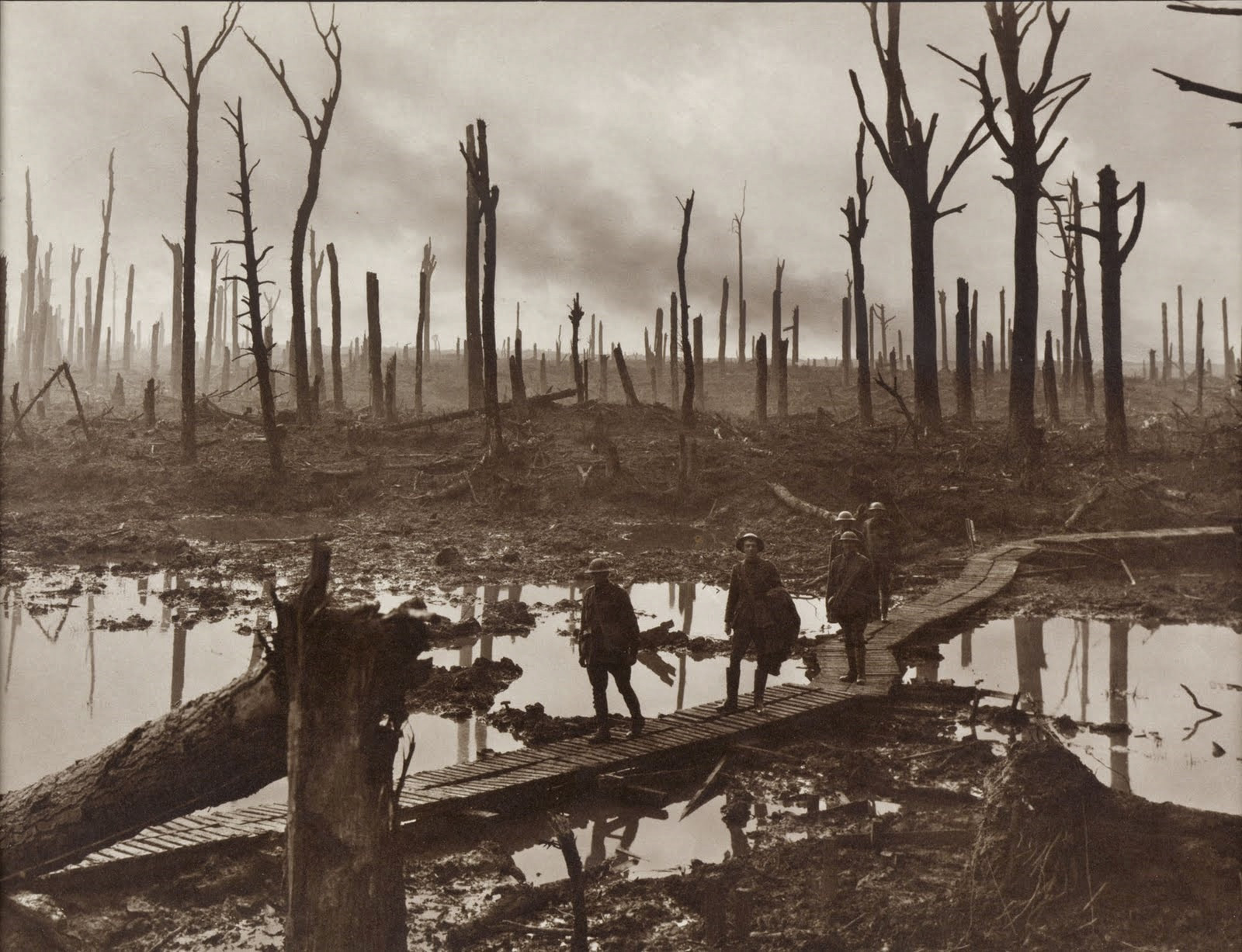
Erster Weltkrieg: Chateauwald bei Ypern, 1917